# Eric The Eel
Eric The Eel, född 10 april 2016, är en dansk varmblodig travare, mest känd för att ha segrat i Harper Hanovers Lopp (2023).

## Bakgrund
Eric The Eel är en brun hingst efter Muscle Hill och under Laurel America (efter Varenne). Han föddes upp av Panamera Racing v/Jens Glud Hansen och ägs av Panamera Racing & Rene Egebro. Han tränas sedan 2020 i Sverige av Tomas Malmqvist.

## Karriär
Eric The Eel började tävla i juli 2018 och har till maj 2023 sprungit in 4 862 243 kronor på 54 starter, varav 14 segrar, 9 andraplatser och 2 tredjeplatser. Han har tagit karriärens hittills största segrar i Prix Narquois (2021), Prix De La Porte D'auteuil (2023) och Harper Hanovers Lopp (2023).